# Povos indígenas do México

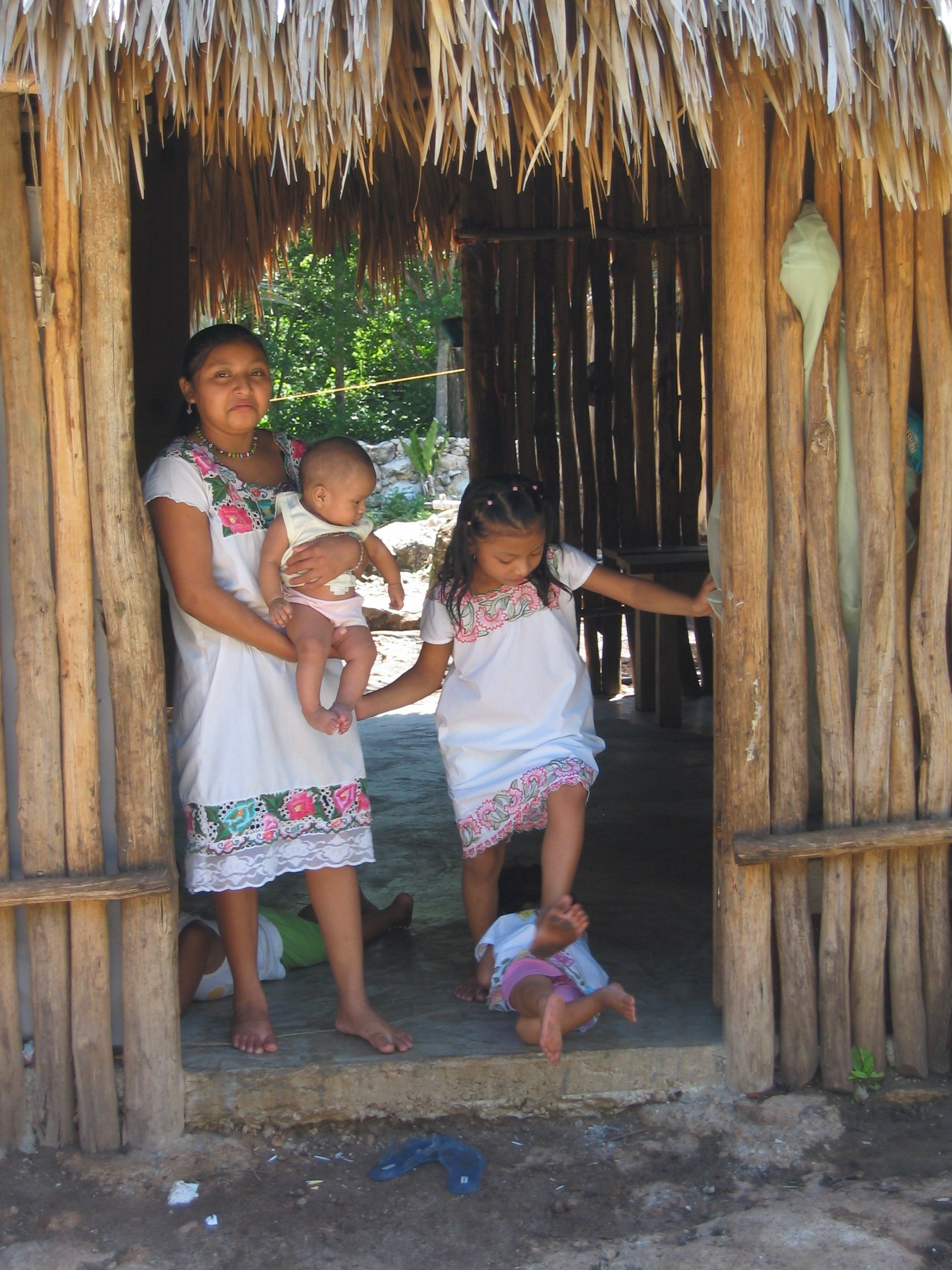
Povo maia em Iucatã, México.

No segundo artigo de sua constituição, reconhecimento aos diversos povos indígenas que habitam em seu território. A Comisión Nacional para el Desarrollo de los Pueblos Indígenas (CDI ou em "Comissão Nacional para o Desenvolvimento dos Povos Indígenas")  considera que a população indígena mexicana é de cerca de doze milhões de pessoas, o que  corresponde a aproximadamente 11% dos 90 milhões de mexicanos que se registraram  no I Conteo de Población (1995).
Em contraste com outros países da América Hispânica, onde os povos indígenas correspondem em sua maioria a um só grupo lingüístico, cujo idioma divide o status de língua oficial com o  espanhol, no México existem cerca de 62 povos indígenas que falam entre  62 e mais de uma centena de línguas diferentes (dependendo da fonte consultada). Como parte  da Ley de Derechos Lingüísticos de los Pueblos Indígenas do artigo 2º da  Constituição do México, as línguas destes povos são reconhecidas como  línguas nacionais, na mesma categoría que o espanhol, mas, na prática, seu uso oficial é  extremamente limitado: publicação de algumas leis, educação bilingue nos níves mais baixos e  publicação de materiais de divulgação.
Segundo dados de 2015, cerca de 25 694 928 de mexicanos se qualificam como "etnicamente ameríndios".

## Origem do termoíndio

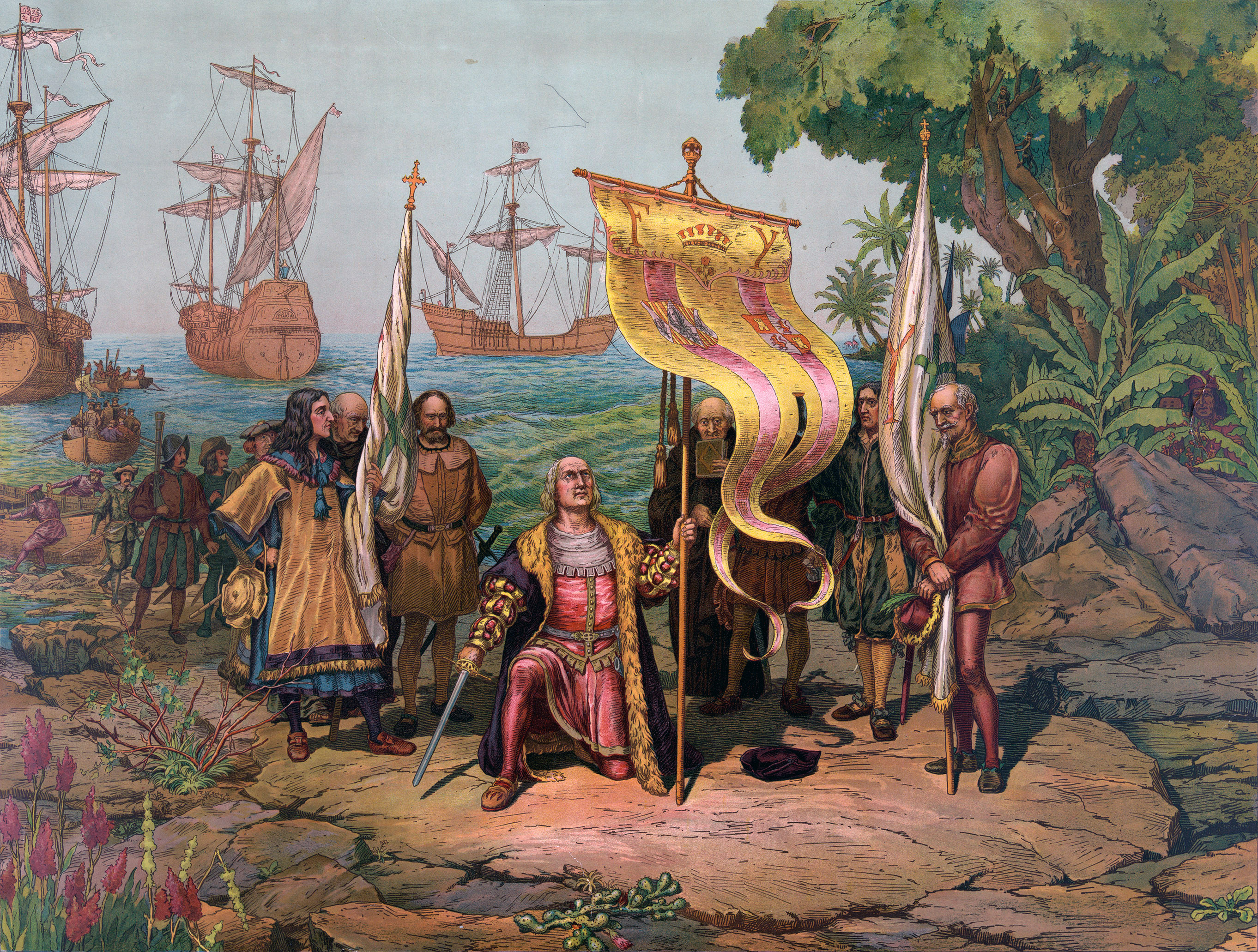
Cristóvão Colombo toma posse do Novo Mundo.

Cristóvão Colombo chegou a América em 12 de outubro de 1492, e ao desembarcar na ilha de Guanahani, no arquipélago das Bahamas, julgou haver chegado a alguma ilha  próxima da Índia. O almirante chamou de índios aos habitantes da ilha, embora, na  verdade, tratasse-se de tainos, e, mais especificamente, de lucayos. O que Colombo não imaginava  é que ao batizar os habitantes de Guanahaní com esse nome–e logo estendê-lo para todos  os habitantes das ilhas e terra firme em que pisasse em suas viagens– também estava  batizando inumeráveis povos dos quais provavelmente nunca teve notícia. Entre estes povos  desconhecidos estão os mesoamericanos, oasisamericanos e  aridoamericanos–e todos os seus descendentes–, povoadores do   território que hoje denominamos México.

## Representação doindígena
O termo índio e seus derivados, tal como indígena, são normalmente empregados para designar os indivíduos pertencentes aos povos originários da América. O fato de que  também seja usado à guisa de insulto entre e pelos grupos centrais das sociedades latino-americanas é revelador de seu caráter como designação de um grupo de pessoas  que se localizam na periferia da estrutura social. Chamar uma pessoa de índio equivale,  em certos contextos comunicativos, a qualificar uma pessoa como pobre,  ignorante e insignificante, e mesmo selvagem com uma conotação pejorativa e discriminatória. O significado social do termo tem uma dimensão  histórica que começa precisamente no tempo do descobrimento da América pelos  europeus.

## História

### Vice-Reinado da Nova Espanha

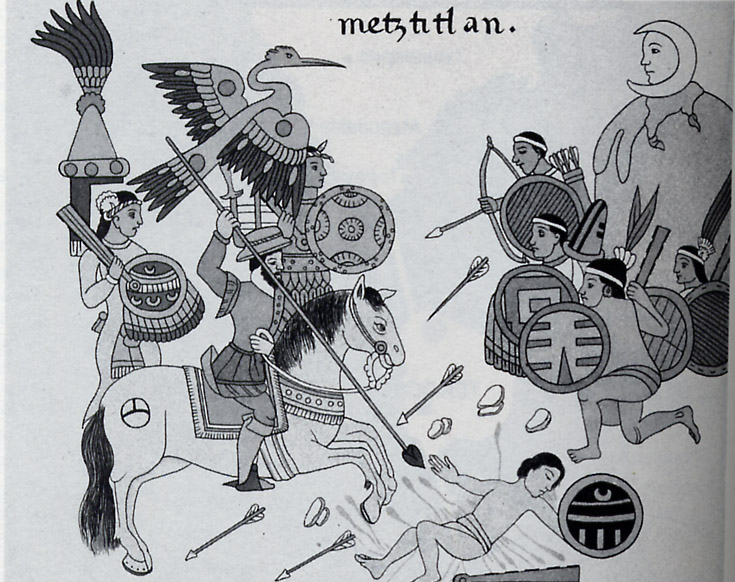
Tropas espanholas e aliados indígenas (Tlaxcllan) cercam a cidade asteca de Tenochtitlan.

A chegada e o estabelecimento de colônias espanholas nas Antilhas teve   consequências muito graves para os indígenas daquela região americana. Realmente, em  algumas poucas décadas eles praticamente desapareceram, forçados a trabalhar nas encomiendas ou assimilados cultural e etnicamente aos recém-chegados. Mas, diante da  descoberta de novas terras além do Mar do Caribe, houve uma redefinição da posição tomada  pelos espanhóis frente a às sociedades mais complexas que ocupavam o território  continental.  Dentre as muitas passagens escritas pelos cronistas espanhóis da conquista do México, algumas delas revelam certa surpresa face as cidades dos meso-americanos, locais que pouco tinham a ver com o que havia sido encontrado nas ilhas do Caribe. Bernal Díaz del Castillo assim descreveu um dia de tianguis em  Tlatelolco, ao recordar o dia em que os espanhóis subiram pela primeira vez ao Templo Mayor:
| “ | Y después de bien mirado y considerado todo lo que habíamos visto, tornamos a ver la gran plaza y la multitud de la gente que en ella había, unos comprando, otros vendiendo, y el rumor y zumbido de voces y palabras que allí había sonaba más que de una legua, y entre nosotros hubos soldados que habían estado en muchas partes del mundo, y en Constantinopla, y en toda Italia y Roma, y dijeron que plaza tan bien acompasada y con tanto concierto y tamaña y llena de gente no la habían visto | ” |

Poucos anos depois da Conquista, teve lugar um duro debate  entre múltiplas posições que pretendiam realizar uma reaproximação com os habitantes das  terras submetidas. A legislação introduzida pela Coroa considerava  aos habitantes das novas terras conquistadas como sú(b)ditos da Coroa,  mas introduzindo formas de exploração para sua evangelização em troca de trabalho (como a  encomienda ou a mita), o que influiu negativamente em suas condições de vida. Os  conquistadores sustentavam que as novas terras lhes pertenciam por direito de conquista,  enquanto que outros espanhóis propunham que a dominação espanhola na  América era um ato de injustiça, e que as consequências decorrentes para os  naturais eram nefastas. Uma das defesas mais típicas desta posição foi feita por  Bartolomé de las Casas, frade dominicano que escreveu vários textos sobre a  destruição que os recém-chegados causavam na América. Por exemplo, a propósito da conquista da Nova Espanha, Las Casas  queixava-se perante a Coroa de que durante os doze anos transcorridos  desde a chegada dos europeus ao solo americano, haviam cometido tantos hechos  espantables ("fatos terríveis") que para descrevê-los poderia não bastar lengua ni  noticia e industria humana ("não bastar língua nem notícia e indústria humana").
| “ | Así que, desde la entrada de la Nueva España, que fue a dieciocho de abril del dicho año de dieciocho, hasta el año de treinta, que fueron doce años enteros, duraron las matanzas y estragos que las sangrientas e crueles manos y espadas de los españoles hicieron continuamente en cuatrocientas e cincuenta leguas en torno cuasi de la ciudad de México e a su alrededor, donde cabían cuatro y cinco grandes reinos, tan grandes e harto más felices que España. | ” |

Em resposta a estes abusos, a Coroa separou jurídica e geograficamente os indígenas dos  europeus, nas chamadas República de índios e República de espanhóis. O  estabelecimento do regime colonial na Nova Espanha significou em princípio a substituição  da cúpula asteca do poder estabelecido por espanhóis, quer dizer, a submissão dos  povos vassalos do Império Asteca à Coroa espanhola. Isto  significou a manutenção das estruturas de poder locais na República de Índios, com um  regime jurídico separado, porém inferior ao da República de espanhóis: a Inquisição  não tinha jurisdição sobre os índios, mas estes estavam obrigados ao pagamento de um imposto  pessoal. Os indígenas tinham um status jurídico intermediário entre os brancos e os  membros de outras etnias (República de castas), mas sua posição social era inferior,  especialmente devido ao desconhecimento do espanhol. A política de  evangelização foi em parte responsável por esta segregação social e linguística mas  também pela manutenção das línguas indígenas, já que em princípio a Coroa exigiu aos  evangelizadores que pregassem nas línguas indígenas, depois só nas mais importantes e por  último, em náhuatl. Só no século XVIII, quando a proporção de hispanófonos aumentou,  as escolas e igrejas indígenas começaram a introduzir o espanhol.
Não obstante, os señoríos indígenas caíram rapidamente em decadência pela perda de  população, isolamento geográfico e econômico, a instituição da encomienda e a evolução  política e econômica, com o que o poder passou de forma definitiva às cidades habitadas por  brancos e mestiços.
Os indígenas não aceitaram submissamente a autoridade da Nova Espanha e o predomínio  de brancos e mestiços sobre suas terras, mas empreenderam várias rebeliões durante  sua história: yaquis (1740, 1767), mixes (1570), maias (1712, 1761), rarámuris (1690, 1698),  zapotecas (1660, 1770) e muitos outros, todos submetidos de forma sangrenta. Mas o  Vice-reinado também provocou uma revolução gigantesca na forma de vida indígena,  com novas relações de poder, uma economia e alimentação diferentes (introdução do café,  trigo, cevada, bovinos, ovelhas, galinhas, porcos,  surgimento da mineração em grande escala) e uma religião diferente (unida com a  antiga num sincretismo típicamente mexicano).

### Independência e século XIX

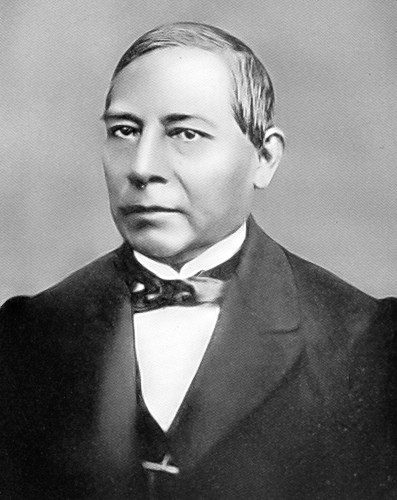
Benito Juárez, presidente do México, da etnia zapoteca.

Apesar da participação dos indígenas, descontentes com o sistema colonial, ter sido importante na Independência do México, ainda assim esta não trouxe grandes mudanças para a  então maioria indígena do  México (três quintas partes da população ou uns 60%, na época da Independência do México, face aos 6%  atuais). A declaração de igualdade de todos os cidadãos do novo estado e a  criação de uma "cultura nacional" centrada nos valores criollos e na  língua espanhola pressupunha que o único caminho para alcançar o poder econômico ou  político para a população indígena era a assimilação e a perda dos valores culturais.  A imposição do espanhol em todos os assuntos públicos foi acompanhada da obrigatoriedade da escola primária em espanhol para toda a  população.
Os processos liberalizantes aplicaram um novo golpe à vida tradicional  indígena, ao eliminar os cabildos indígenas regidos pelos usos e  costumes, e os terrenos comunitários, que foram privatizados e passaram às mãos de  caciques locais. Isto piorou ainda mais as condições de vida dos indígenas e os  obrigou em muitos casos a  trabalhar como semi-escravos para os novos senhores.
As rebeliões indígenas contra as contínuas expropriações e a exploração por parte de  brancos e mestiços continuaram: zapotecas (1839-1853), nahuas de  Guerrero (1842-46), huastecos (1879-1882), yaquis (1825-1897) e a chamada Guerra de Castas, rebelião maia que criou um estado independente no Iucatã.  Estas rebeliões foram sufocadas pelo novo governo mexicano com a mesma gana do governo colonial, incluindo deportações em massa, como a dos yaquis em Iucatã ou a venda dos maias como escravos para Cuba, depois dos massacres de mestiços e brancos em  numerosas cidades da península de Iucatã. A intolerância entre os dois grupos  parecia somente crescer, como assinala Justo Sierra O'Reilly em seu livro Los indios de  Yucatán:
| “ | Yo quisiera hoy que desapareciera esa raza maldita y jamás volviese a aparecer entre nosotros […] yo los maldigo hoy por su ferocidad salvaje, por su odio fanático y por su innoble afán de exterminio. | ” |

Não obstante, o século XIX testemunhou a chegada de um índio ao cargo máximo da nação,  Benito Juárez, zapoteca casado com uma criolla, e  de um mestiço mixteca-criollo, Porfirio Díaz, o qual, não obstante, destacou-se  por sua política repressora anti-indígena e de branqueamento da população (Guerra do Yaqui, fim da Guerra de Castas).

### Século XX
Embora em fins do século XIX os indígenas ainda se constituíssem 30% da metade da  população, seu processo de aculturação e  assimilação acelerou-se ao incorporarem-se cada vez mais à sociedade e economia  mexicanas. A participação indígena na Revolução Mexicana, reivindicando  terras e melhores condições de vida desembocarão na satisfação parcial de suas aspirações (reforma agrária, criação dos ejidos), mas não terminaram com a marginalização e  pobreza dos indígenas.

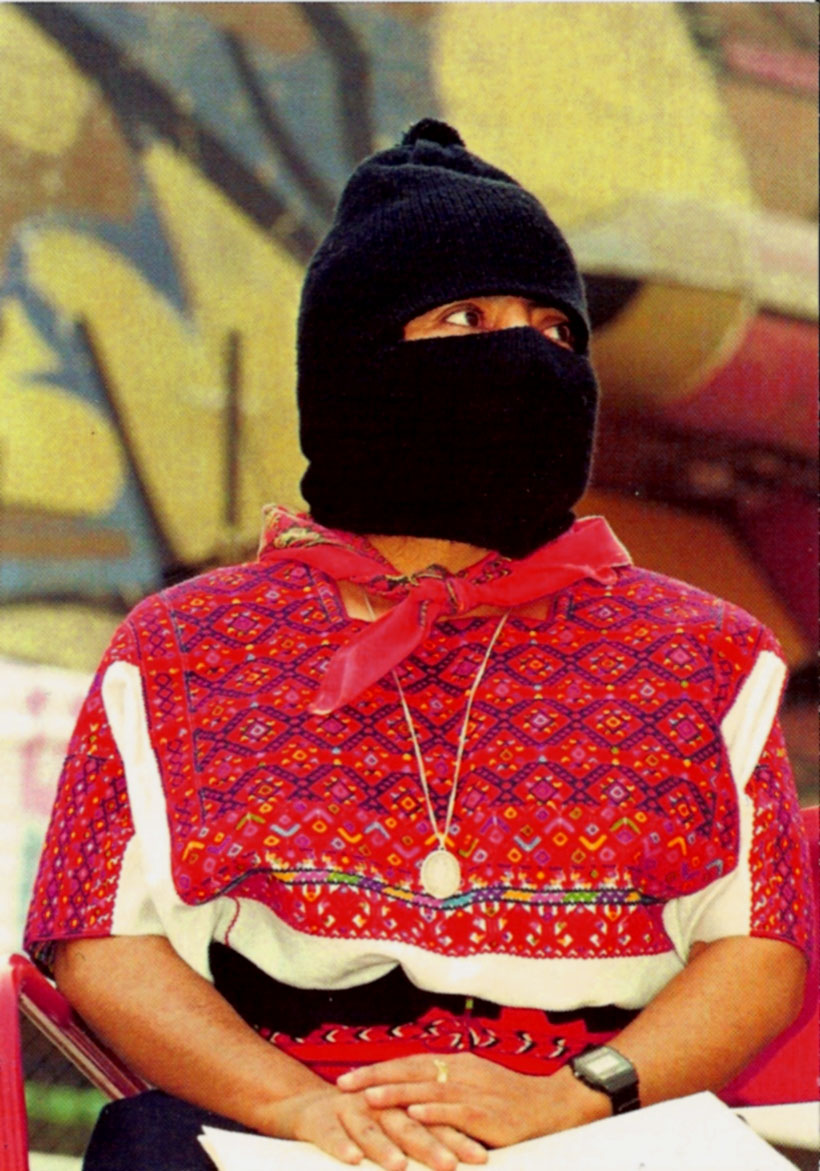
Comandanta Ramona do Exército Zapatista.

As rebeliões continuaram acontecendo: yaquis (1927), EZLN (1994-), já que as  condições de vida dos indígenas continuam muito abaixo dos da população branca e mestiça  mexicana. Embora sua taxa de natalidade continue sendo muito superior à média  nacional, seu percentual no total da população continua diminuindo, devido a uma Taxa de mortalidademaior, emigração e aculturação. Os indígenas apresentam uma  mortalidade infantil que é o dobro da  geral, e todos  os municípios indígenas do país são marginalizados em larga escala (seu IDH é de  0,7057, perante um índice nacional de 0,8304), sendo que, no caso das mulheres indígenas, isso ainda é agravado por um severo regime patriarcal.
A representação política indígena continua sendo incipiente: 2,6 % dos 500 deputados nacionais na LIX Legislatura, dos quais somente um é  mulher. Existem 29 distritos indígenas entre os 300 distritos  eleitorais mexicanos, mas a maioria continua sendo ocupados por mestiços. O  grande desafio indígena dentro da sociedade mexicana é conseguir sua  integração e elevar seu nível de vida sem perder sua cultura, um objetivo amplamente propagandeado pelos políticos e mídia nacionais sem efeitos práticos verdadeiros. Cinco  séculos após a Conquista e dois após a independência, as exigências da população indígena continuam  intactas:
| “ | Como indígenas do nosso país México e de todo o nosso continente, somos aqueles a quem foi negado tudo, até nossa existência. Desde a conquista até nossos dias, nos têm dominado, nos têm despojado de toda nossa riqueza, de nossa ciência e de nossa cultura milenar. […] A fúria e a rebeldia dos povos indígenas do México e de toda a América tem sido alimentada pelos mesmos conquistadores e seus descendentes, com suas crueldades e barbaridades contra os indígenas.[…] Ao tempo da guerra da independência de 1810 encabeçada pelo padre Hidalgo, fomos nós indígenas que mais sangue demos pela independência e liberdade de nossa pátria. Mas depois dessa guerra de independência e de liberdade, nós indígenas seguimos ocupando o mesmo lugar de escravos, de pobres, de humilhados e esquecidos, ignorando-se o sangue de nossos caídos e a existência dos que sobreviveram. Então, não houve liberdade nem independência dos indígenas, só trocaram de amos e senhor. Quando veio a revolução de 1910, também fomos nós indígenas e camponeses os que mais sangue e vida demos por terra e liberdade porque foram nossos irmãos indígenas e camponeses os que lutaram com valentia e heroísmo sem o temor de perder mais que a própria vida. Mas depois desta revolução, tampouco houve terra ou liberdade para os indígenas e camponeses. Os que assumiram o poder em nome da revolução depois do assassinato do nosso general Emiliano Zapata também se esqueceram dos indígenas […] | ” |

## Povos
| Povos indígenas do México             |                  |                  |                             |
| Grupo                                 | Nome nativo      | População étnica | Território étnico           |
| Náuatles                              | Náhuatl          | 2.445.969        | Centro do México            |
| Maias                                 | Maya             | 1.475.575        | Península de Iucatã         |
| Zapotecas                             | Binizaa          | 777,253          | Vales, Serra e Istmo        |
| Mixtecas                              | Ñuu sávi         | 726.601          | Região Mixteca              |
| Otomis                                | Hñähñü           | 646.875          | Centro do México            |
| Totonacas                             | Tachihuiin       | 411.266          | Sierra Madre Oriental       |
| Tzotzil                               | Batsil winik     | 406.962          | Chiapas                     |
| Tzeltal                               | Winik atel       | 384.074          | Chiapas                     |
| Mazahuas                              | Jñatio           | 326.660          | Vale de Toluca              |
| Mazateca                              | Ha shuta enima   | 305.836          | Região de Tuxtepec (Oaxaca) |
| Huastecas                             | Téenek           | 226.447          | Região Huasteca             |
| Chol                                  | Winik            | 220.978          | Chiapas                     |
| Purépechas                            | P'urhépechas     | 202.884          | Meseta Tarasca              |
| Chinanteco                            | Tsa jujmí        | 201.201          | Región de Tuxtepec          |
| Mixes                                 | Ayüük            | 168.935          | Sierra de Juárez            |
| Tlapasnek                             | Me'phaa          | 140.254          | Montanha Guerrerense        |
| Tarahumaras                           | Rarámuri         | 121.835          | Sierra Tarahumara           |
| Mayos                                 | Yoreme           | 91.261           | Vale do rio Mayo            |
| Zoques                                | O'de püt         | 86.589           | Istmo de Tehuantepec        |
| Chontal de Tabasco                    | Yokot            | 79.438           | Chontalpa (Tabasco)         |
| Popolucas                             | Tuncápxe         | 62.306           | Istmo de Tehuantepec        |
| Chatinos                              | Cha'cña          | 60.003           | Costa de Oaxaca             |
| Amuzgos                               | Tzañcue          | 57.666           | Montanha Guerrerense        |
| Tojolabal                             | Tojolwinik       | 54.505           | Chiapas                     |
| Huicholes                             | Wixárika         | 43.929           | Puerto Vallarta             |
| Tepehuanos                            | O'dami           | 37.548           |                             |
| Triquis                               | Tinujéi          | 29.018           |                             |
| Popolocas                             |                  | 26.249           |                             |
| Cora                                  | Nayeeri          | 24.390           |                             |
| Mames                                 | Qyool51          | 23.812           |                             |
| Yaquis                                | Yoémem           | 23.411           |                             |
| Cuicatecas                            | Nduudu yu        | 22.984           |                             |
| Huaves                                | Ikööds           | 20.528           |                             |
| Tepehuas                              | Hamasipini       | 16.051           |                             |
| Kanjobales                            | K'anjobal        | 12.974           |                             |
| Chontal de Oaxaca                     | Slijuala sihanuk | 12.663           |                             |
| Pames                                 | Xigüe            | 12.572           |                             |
| Chichimeca jonaz                      | Ézar             | 3.169            |                             |
| Matlatzincas                          | Botuná           | 3.005            |                             |
| Guarijíos                             | Makurawe         | 2.844            |                             |
| Chuj                                  | Chuj             | 2.719            |                             |
| Chochos                               | Runixa ngiigua   | 2.592            |                             |
| Tacuates                              |                  | 2.379            |                             |
| Ocuiltecas                            | Pijejak          | 1.759            |                             |
| Pima                                  | Tohono o'odham   | 1.540            |                             |
| Jacaltecas                            | Abxubal          | 1.478            |                             |
| Kekchís                               | K'ekchí          | 987              |                             |
| Lacandones                            | Hach t'an        | 896              |                             |
| Ixcatecas                             |                  | 816              |                             |
| Seris                                 | Comcaac          | 716              |                             |
| Motocintlecas                         | Qatok            | 692              |                             |
| Quichés                               | Q'iché           | 524              |                             |
| Kakchiqueles                          | K'akchikel       | 675              |                             |
| Paipais                               | Akwa'ala         | 418              |                             |
| Pápagos                               | Tohono o'odam    | 363              |                             |
| Cucapás                               | Es péi           | 344              |                             |
| Kumiai                                | Ti'pai           | 328              |                             |
| Kikapúes                              | Kikapooa         | 251              |                             |
| Cochimíes                             | Laymón, mti'pá   | 226              |                             |
| Ixiles                                | Ixil             | 224              |                             |
| Kiliwas                               | Ko'lew           | 107              |                             |
| Aguacatecas                           |                  | 59               |                             |
| Outros povos¹                         |                  | 728              |                             |
| Não especificado                      |                  | 202.597          |                             |
| ¹ Inclui ópatas, soltecas e papabucos |                  |                  |                             |

## Livros célebres sobre os índios na atualidade
- La Familia Otomí-Pame del México Central, Jacques Soustelle.
- Las Enseñanzas de Don Juan, Carlos Castañeda
- Los Indios de México, Fernando Benítez
- Viaje al País de los Tarahumaras, Antonin Artaud